# 蘭拉坎查區
13°32′01″S 73°36′19″W / 13.53361°S 73.60528°W
蘭拉坎查區（西班牙語：Distrito de Ranracancha），是秘魯的一個區，位於該國南部阿普里馬克大區的欽切羅斯省，面積44.5平方公里，海拔高度3,400米，2005年人口5,588，人口密度每平方公里130人。